# Maskavas forštate

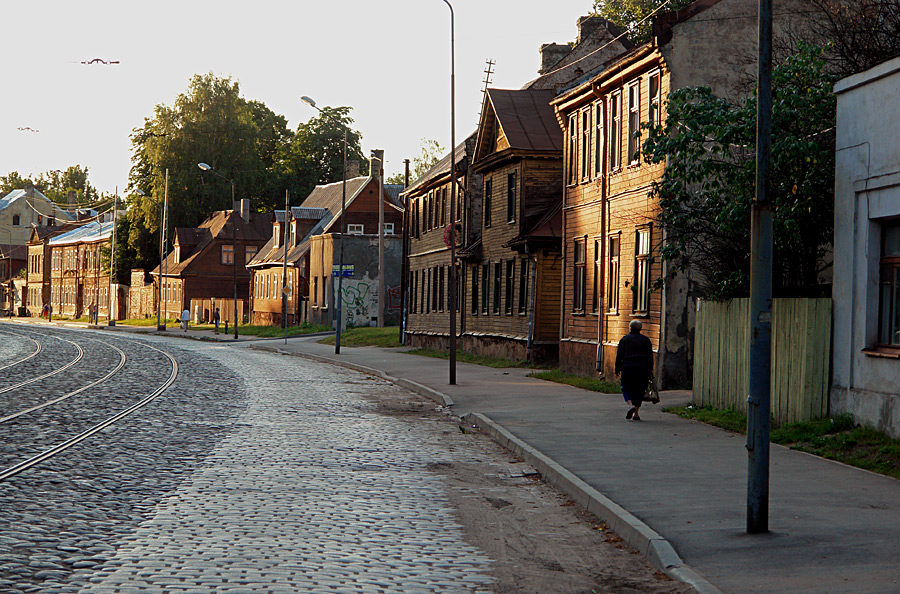
Maskavas-gatan – huvudstråket i Maskavas Forštate.

Maskavas forštate (Moskvaförstaden; forštate kommer tyskans Vorstadt; på ryska kallas stadsdelen Московский форштадт, Moskovskij forstadt) är en stadsdel i Lettlands huvudstad Riga. Stadsdelen är belägen i södra Riga och är uppkallad efter den väg som förbinder Riga med Moskva.
Under Tysklands ockupation av Lettland under andra världskriget förvandlades Maskavas forštate till Rigas getto för områdets judar.

### Webbkällor
- ”Maskavas forstate” (på engelska). Cita Rīga. Arkiverad från originalet den 31 januari 2012. https://www.webcitation.org/656CxCrsw?url=http://www.citariga.lv/eng/maskavas-forstate/. Läst 31 januari 2012.